# Dolores Palumbo
Dolores Palumbo (Napoli, 14 giugno 1912 – Napoli, 30 gennaio 1984) è stata un'attrice italiana.

## Biografia
Debuttò al Teatro Kursaal nel 1930, con la compagnia dei fratelli De Filippo.
Nel corso degli anni si fece notare in teatro per la sua recitazione vitale e colorita. Con Eduardo offrì un'ottima prova nella commedia Napoli milionaria!; addirittura costui scrisse la commedia Mia famiglia appositamente per lei. Fu Nino Taranto a scritturarla, a partire dal 1939, come attrice comica. Con Taranto portó in scena Il Papocchio di Samy Fayad con la regia di  Gennaro Magliulo; dello stesso Samy Fayad, Il settimo si riposò  e Un gran bene di consumo, sempre con la regia di Magliulo.
Dolores Palumbo può vantare anche una fortunata carriera cinematografica, molto intensa tra la metà degli anni cinquanta e la metà degli anni sessanta: dotata di una prorompente vis comica, l'attrice partecipò a un buon numero di commedie, come Carosello napoletano (1954), Miseria e nobiltà (1954), insieme a Totò, Café chantant (1953) e La nonna Sabella (1957).
Morì a Napoli, nella clinica "Villa dei Gerani", il 30 gennaio 1984 all'età di 71 anni.

## Filmografia
- In campagna è caduta una stella, regia di Eduardo De Filippo (1939)
- La fanciulla di Portici, regia di Mario Bonnard (1940)
- Non ti pago!, regia di Carlo Ludovico Bragaglia (1942)
- Lo sciopero dei milioni, regia di Raffaello Matarazzo (1947)
- I pompieri di Viggiù, regia di Mario Mattoli (1949)
- Vivere a sbafo, regia di Giorgio Ferroni (1949)
- Lorenzaccio, regia di Raffaello Pacini (1951)
- Café chantant, regia di Camillo Mastrocinque (1953)
- Carosello napoletano, regia di Ettore Giannini (1954)
- Miseria e nobiltà, regia di Mario Mattoli (1954)
- Le vacanze del Sor Clemente, regia di Camillo Mastrocinque (1955)
- Milanesi a Napoli, regia di Enzo Di Gianni (1955)
- Buongiorno primo amore!, regia di Marino Girolami e Antonio Momplet (1957)
- Lazzarella, regia di Carlo Ludovico Bragaglia (1957)
- La nonna Sabella, regia di Dino Risi (1957)
- Mariti in città, regia di Luigi Comencini (1957)
- La canzone del destino, regia di Marino Girolami (1957)
- Io, mammeta e tu, regia di Carlo Ludovico Bragaglia (1958)
- Pane, amore e Andalusia (Pan, amor y... Andalucía), regia di Javier Setó (1958)
- Gambe d'oro, regia di Turi Vasile, Antonio Margheriti (1958)
- Ballerina e Buon Dio, regia di Antonio Leonviola (1958)
- Caporale di giornata, regia di Carlo Ludovico Bragaglia (1958)
- Domenica è sempre domenica, regia di Camillo Mastrocinque (1958)
- Via col... paravento, regia di Mario Costa (1958)
- Il segreto delle rose, regia di Albino Principe (1958)
- Ricordati di Napoli, regia di Pino Mercanti (1958)
- La ragazza di piazza San Pietro, regia di Piero Costa (1958)
- 3 straniere a Roma, regia di Claudio Gora (1958)
- Psicanalista per signora (Le confident de ces dames), regia di Jean Boyer (1959)
- Il terribile Teodoro, regia di Roberto Bianchi Montero (1959)
- La nipote Sabella, regia di Giorgio Bianchi (1959)
- Destinazione Sanremo, regia di Domenico Paolella (1959)
- Mariti in pericolo, regia di Mauro Morassi (1960)
- Che femmina!! e... che dollari!, regia di Giorgio Simonelli (1961)
- Il segugio (Accroche-toi, y'a du vent!), regia di Bernard-Roland (1961)
- Anni ruggenti, regia di Luigi Zampa (1962)
- Donne senza paradiso - La storia di San Michele, regia di Giorgio Capitani, Rudolf Jugert (1962)
- I motorizzati, regia di Camillo Mastrocinque (1962)
- Napoleone a Firenze, regia di Piero Pierotti (1963)
- Liolà, regia di Alessandro Blasetti (1964)
- La vedovella, regia di Silvio Siano (1964)
- Una lacrima sul viso, regia di Ettore Maria Fizzarotti (1964)
- Non son degno di te, regia di Ettore Maria Fizzarotti (1965)
- In ginocchio da te, regia di Ettore Maria Fizzarotti (1965)
- Se non avessi più te, regia di Ettore Maria Fizzarotti (1966)
- Perdono, regia di Ettore Maria Fizzarotti (1966)
- La vuole lui... lo vuole lei, regia di Mario Amendola (1968)
- Zum Zum Zum - La canzone che mi passa per la testa, regia di Bruno Corbucci, Sergio Corbucci (1968)
- Il suo nome è Donna Rosa, regia di Ettore Maria Fizzarotti (1969)
- Zum Zum Zum nº 2, regia di Bruno Corbucci (1969)
- Mezzanotte d'amore, regia di Ettore Maria Fizzarotti (1970)
- Io non vedo, tu non parli, lui non sente, regia di Mario Camerini (1971)
- Don Camillo e i giovani d'oggi, regia di Mario Camerini (1972)
- Sgarro alla camorra, regia di Ettore Maria Fizzarotti (1973)
- Figlio mio sono innocente!, regia di Carlo Caiano (1978)

## Doppiatrici
- Lydia Simoneschi in Ballerina e Buon Dio
- Franca Dominici in Domenica è sempre domenica[2]
- Laura Carli in Don Camillo e i giovani d'oggi